# Robert Théberge
Robert Théberge, né le 3 décembre 1905 à Saint-Mathieu-de-Rioux et mort le 11 octobre 1961 à Saint-Lambert, est un homme politique québécois.